# Wiesław Ziemianin
Wiesław Ziemianin (ur. 7 września 1970 w Rabce) – polski biathlonista, brązowy medalista mistrzostw świata, czterokrotny olimpijczyk.

## Kariera
W zawodach Pucharu Świata zadebiutował 17 grudnia 1992 roku w Pokljuce, zajmując 72. miejsce w biegu indywidualnym. Pierwsze pucharowe punkty zdobył 15 stycznia 1993 roku w Val Ridanna, kiedy zajął 12. miejsce w tej samej konkurencji. Nigdy nie stanął na podium indywidualnych zawodów tego cyklu, najwyższą lokatę wywalczył 15 grudnia 1999 roku w Pokljuce, kończąc rywalizację w biegu indywidualnym na czwartej pozycji. W zawodach tych walkę o podium przegrał z Niemcem Frankiem Luckiem. Najlepsze wyniki osiągnął w sezonie 1998/1999, kiedy zajął 41. miejsce w klasyfikacji generalnej.
Wielokrotnie startował w mistrzostwach świata i mistrzostwach Europy. Jego największym sukcesem jest brązowy medal wywalczony w biegu drużynowym (wraz ze starszym bratem Janem Ziemianinem, Tomaszem Sikorą i Wojciechem Kozubem) podczas mistrzostw świata w Osrblie w 1997 roku. Był też między innymi piąty w tej samej konkurencji na mistrzostwach świata w Pokljuce/Hochfilzen rok później. Indywidualnie najlepszy wynik osiągnął na mistrzostwach świata w Ruhpolding w 1996 roku, gdzie był jedenasty w biegu indywidualnym.
Wielokrotnie zdobywał medale mistrzostw Europy: indywidualnie srebrny w sprincie na 10 km i brązowy w biegu na dochodzenie 12,5 km (oba na ME 2001 w Haute-Maurienne) oraz trzykrotnie srebrny w sztafecie 4 × 7,5 km (w 1994, 2000 i 2001) i raz brązowy (w 2004).
Zdobył wiele tytułów mistrza Polski.
15 marca 2009 r. zakończył karierę startem w Chanty-Mansyjsku, ukończonym na 74. miejscu.
Wiesław Ziemianin był żołnierzem 2 Batalionu Dowodzenia Śląskiego Okręgu Wojskowego we Wrocławiu. 27 lipca 2009 pożegnał się z wojskiem.
Poślubił biathlonistkę Sylwię Szelest.

## Osiągnięcia

### Igrzyska olimpijskie
| Rok  | Miejscowość    | Konkurencje | Konkurencje | Konkurencje | Konkurencje | Konkurencje | Konkurencje | Konkurencje |
| Rok  | Miejscowość    | IN          | SP          | PU          | MS          | RL          | MR          | SR          |
| ---- | -------------- | ----------- | ----------- | ----------- | ----------- | ----------- | ----------- | ----------- |
| 1994 | Lillehammer    | 63.         | –           | nd.         | nd.         | 8.          | nd.         | –           |
| 1998 | Nagano         | 47.         | 26.         | nd.         | nd.         | 5.          | nd.         | –           |
| 2002 | Salt Lake City | 30.         | 58.         | 50.         | nd.         | 9.          | nd.         | –           |
| 2006 | Turyn          | 53.         | 25.         | 28.         | nd.         | 13.         | nd.         | –           |

### Mistrzostwa świata
| Rok  | Miejscowość         | Konkurencje | Konkurencje | Konkurencje | Konkurencje | Konkurencje | Konkurencje | Konkurencje |
| Rok  | Miejscowość         | IN          | SP          | PU          | MS          | RL          | MR          | SR          |
| ---- | ------------------- | ----------- | ----------- | ----------- | ----------- | ----------- | ----------- | ----------- |
| 1993 | Borowec             | 24.         | 48.         | nd.         | nd.         | 10.         | nd.         | –           |
| 1995 | Anterselva          | 18.         | 37.         | nd.         | nd.         | 7.          | nd.         | –           |
| 1996 | Ruhpolding          | 11.         | 27.         | nd.         | nd.         | 7.          | nd.         | –           |
| 1997 | Osrblie             | 32.         | 37.         | 25.         | nd.         | 6.          | nd.         | –           |
| 1998 | Pokljuka/Hochfilzen | nd.         | nd.         | 37.         | nd.         | nd.         | nd.         | –           |
| 1999 | Kontiolahti/Oslo    | 60.         | 67.         | –           | –           | 14.         | nd.         | –           |
| 2000 | Oslo/Lahti          | 24.         | 52.         | 50.         | –           | 11.         | nd.         | –           |
| 2001 | Pokljuka            | 22.         | 70.         | –           | –           | 6.          | nd.         | –           |
| 2004 | Oberhof             | 43.         | 26.         | 35.         | –           | 11.         | nd.         | –           |
| 2005 | Hochfilzen          | 27.         | 39.         | 19.         | –           | 8.          | nd.         | –           |
| 2005 | Chanty-Mansyjsk     | nd.         | nd.         | nd.         | nd.         | nd.         | 8.          | –           |
| 2006 | Pokljuka            | nd.         | nd.         | nd.         | nd.         | nd.         | 8.          | –           |
| 2007 | Anterselva          | 66.         | 41.         | DNS         | –           | –           | –           | –           |

| Rok  | Miejscowość | Bieg drużynowy |
| ---- | ----------- | -------------- |
| 1993 | Borowec     | 10.            |
| 1995 | Anterselva  | 18.            |
| 1996 | Ruhpolding  | ?              |
| 1997 | Osrblie     | 3.             |
| 1998 | Hochfilzen  | 5.             |

### Puchar Świata

#### Miejsca w klasyfikacji generalnej
| Sezon     | Miejsce           |
| --------- | ----------------- |
| 1992/1993 | 60.               |
| 1993/1994 | 69.               |
| 1994/1995 | 72.               |
| 1995/1996 | 45.               |
| 1996/1997 | 58.               |
| 1997/1998 | 44.               |
| 1998/1999 | 41.               |
| 1999/2000 | 45.               |
| 2000/2001 | 71.               |
| 2001/2002 | 92.               |
| 2002/2003 | niesklasyfikowany |
| 2003/2004 | 61.               |
| 2004/2005 | 57.               |
| 2005/2006 | 72.               |
| 2006/2007 | niesklasyfikowany |

#### Miejsca na podium w zawodach
W. Ziemianin nigdy nie stanął na podium indywidualnych zawodów PŚ.

## Odznaczenia
- Złota Gwiazda CISM za Zasługi Sportowe – 2009[1]